# Championnat du monde féminin d'échecs 1965

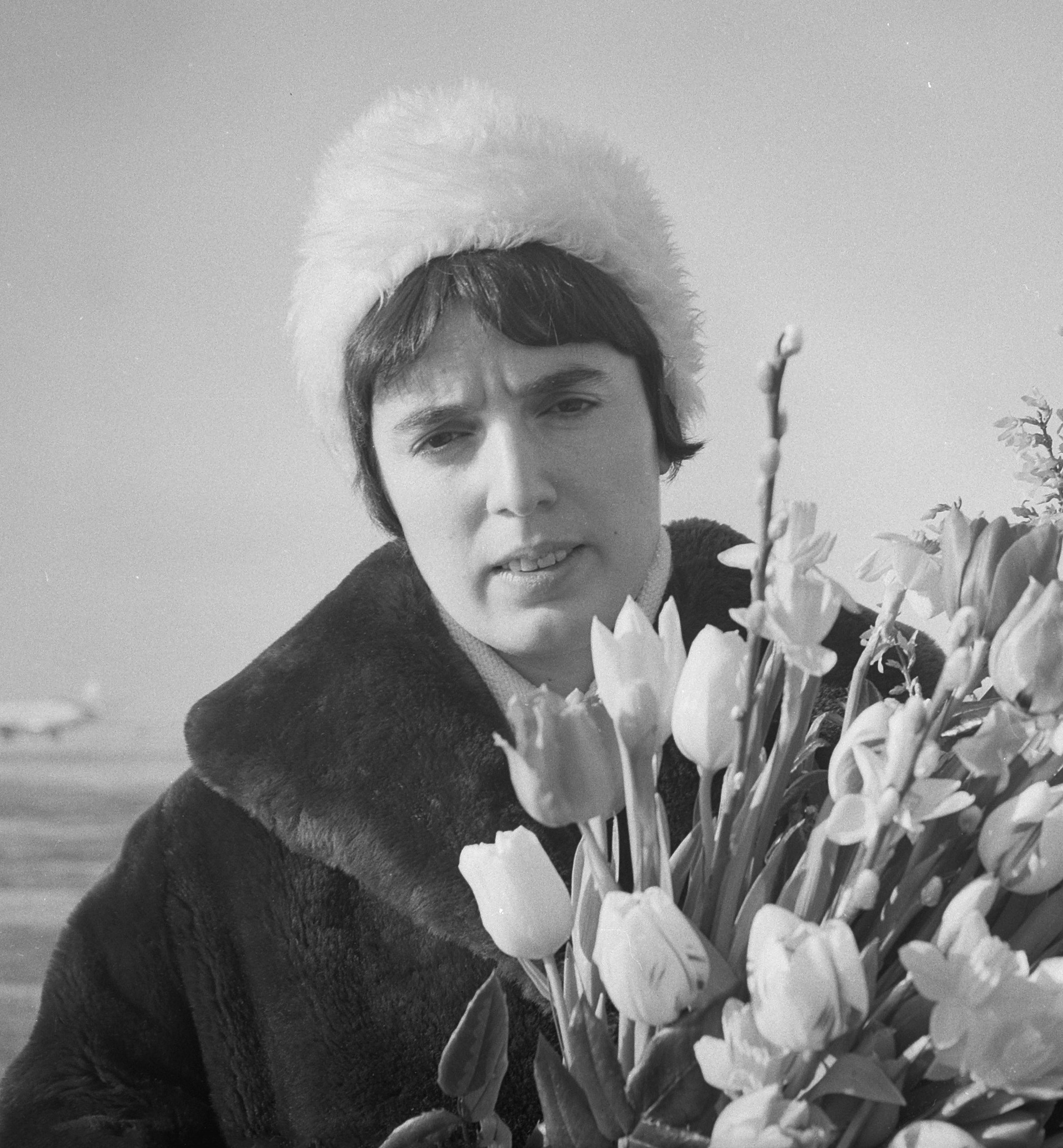
Nona Gaprindashvili, vainqueure du championnat du monde féminin d'échecs 1965.

Le championnat du monde d'échecs féminin de 1965 a été remporté par Nona Gaprindashvili, qui a défendu avec succès son titre contre son adversaire Alla Kushnir dans ce qui est le premier de trois matchs consécutifs entre les deux joueuses les plus fortes de leur époque.

## Tournoi des candidates de 1964
Le tournoi des candidates s'est tenu à Soukhoumi en septembre et octobre 1964. Trois joueuses étaient à égalité pour la première place, mais Kushnir a remporté le barrage à Moscou en décembre 1964 et a gagné le droit de défier la championne en titre, Gaprindashvili.
|    | Joueuses                       | 1 | 2 | 3 | 4 | 5 | 6 | 7 | 8 | 9 | 10 | 11 | 12 | 13 | 14 | 15 | 16 | 17 | 18 | Points | Départage |
| -- | ------------------------------ | - | - | - | - | - | - | - | - | - | -- | -- | -- | -- | -- | -- | -- | -- | -- | ------ | --------- |
| 1  | Milunka Lazarević (YUG)        | - | 1 | 1 | ½ | ½ | 1 | 0 | ½ | 1 | 1  | ½  | 1  | 1  | 0  | 1  | 1  | ½  | 1  | 12½    | 102.00    |
| 2  | Alla Kushnir (URS)             | 0 | - | 0 | 1 | ½ | 1 | 1 | 1 | 0 | ½  | 1  | 1  | ½  | 1  | 1  | 1  | 1  | 1  | 12½    | 93.50     |
| 3  | Tatiana Zatulovskaya (URS)     | 0 | 1 | - | 0 | ½ | 1 | ½ | 0 | 1 | 1  | 1  | 1  | ½  | 1  | 1  | 1  | 1  | 1  | 12½    | 93.25     |
| 4  | Kira Zvorykina (URS)           | ½ | 0 | 1 | - | ½ | 1 | ½ | 1 | 1 | 1  | 0  | 1  | 0  | 1  | 1  | ½  | 0  | 1  | 11     | 91.25     |
| 5  | Katarina Blagojević (YUG)      | ½ | ½ | ½ | ½ | - | ½ | 0 | ½ | ½ | ½  | 1  | 1  | 1  | 1  | ½  | ½  | 1  | 1  | 11     | 82.50     |
| 6  | Maaja Ranniku (URS)            | 0 | 0 | 0 | 0 | ½ | - | ½ | 1 | ½ | 0  | 1  | 1  | 1  | 1  | 1  | 1  | 1  | 1  | 10½    |           |
| 7  | Valentina Borisenko (URS)      | 1 | 0 | ½ | ½ | 1 | ½ | - | 1 | 0 | 0  | ½  | 0  | ½  | 1  | 1  | ½  | 1  | 1  | 10     | 78.75     |
| 8  | Henrijeta Konarkowska (POL)    | ½ | 0 | 1 | 0 | ½ | 0 | 0 | - | 1 | 1  | 1  | 1  | 1  | 0  | 1  | ½  | ½  | 1  | 10     | 75.75     |
| 9  | Verica Nedeljković (YUG)       | 0 | 1 | 0 | 0 | ½ | ½ | 1 | 0 | - | 1  | 1  | 0  | 1  | ½  | 1  | 0  | 1  | ½  | 9      |           |
| 10 | Květa Eretová (CZE)            | 0 | ½ | 0 | 0 | ½ | 1 | 1 | 0 | 0 | -  | 0  | 1  | ½  | 1  | ½  | 1  | ½  | 1  | 8½     |           |
| 11 | Elisabeth Bykova (URS)         | ½ | 0 | 0 | 1 | 0 | 0 | ½ | 0 | 0 | 1  | -  | 1  | ½  | ½  | 0  | 1  | 1  | 1  | 8      |           |
| 12 | Lisa Lane (USA)                | 0 | 0 | 0 | 0 | 0 | 0 | 1 | 0 | 1 | 0  | 0  | -  | 1  | ½  | 1  | ½  | 1  | 1  | 7      |           |
| 13 | Éva Karakas (HUN)              | 0 | ½ | ½ | 1 | 0 | 0 | ½ | 0 | 0 | ½  | ½  | 0  | -  | ½  | 0  | ½  | 1  | 1  | 6½     | 48.00     |
| 14 | Gisela Kahn Gresser (USA)      | 1 | 0 | 0 | 0 | 0 | 0 | 0 | 1 | ½ | 0  | ½  | ½  | ½  | -  | 0  | ½  | 1  | 1  | 6½     | 45.75     |
| 15 | Margareta Teodorescu (ROU)     | 0 | 0 | 0 | 0 | ½ | 0 | 0 | 0 | 0 | ½  | 1  | 0  | 1  | 1  | -  | ½  | 1  | 1  | 6½     | 38.75     |
| 16 | Antonia Ivanova (BUL)          | 0 | 0 | 0 | ½ | ½ | 0 | ½ | ½ | 1 | 0  | 0  | ½  | ½  | ½  | ½  | -  | ½  | ½  | 6      |           |
| 17 | Tumenbayar Tsend (MGL)         | ½ | 0 | 0 | 1 | 0 | 0 | 0 | ½ | 0 | ½  | 0  | 0  | 0  | 0  | 0  | ½  | -  | 1  | 4      |           |
| 18 | Celia Baudot de Moschini (ARG) | 0 | 0 | 0 | 0 | 0 | 0 | 0 | 0 | ½ | 0  | 0  | 0  | 0  | 0  | 0  | ½  | 0  | -  | 1      |           |
|   | Joueuses                   | 1   | 2   | 3   | Total |
| - | -------------------------- | --- | --- | --- | ----- |
| 1 | Alla Kushnir (URS)         | -   | 0 1 | 1 ½ | 2½    |
| 2 | Milunka Lazarević (YUG)    | 1 0 | -   | 1 0 | 2     |
| 3 | Tatiana Zatulovskaya (URS) | 0 ½ | 0 1 | -   | 1½    |

## Match de championnat 1965
Le match de championnat s'est déroulé à Riga en novembre et décembre 1965. Malgré la résistance de Kouchnir,  Gaprindashvili a conservé son avance de 4 points obtenue après la huitième partie.
|                           | 1 | 2 | 3 | 4 | 5 | 6 | 7 | 8 | 9 | 10 | 11 | 12 | 13 | Total |
| ------------------------- | - | - | - | - | - | - | - | - | - | -- | -- | -- | -- | ----- |
| Alla Kouchnir (URS)       | 0 | 1 | ½ | 0 | 0 | ½ | 0 | 0 | ½ | 1  | 0  | 1  | 0  | 4½    |
| Nona Gaprindashvili (URS) | 1 | 0 | ½ | 1 | 1 | ½ | 1 | 1 | ½ | 0  | 1  | 0  | 1  | 8½    |